# سام هيرد
سام هيرد (بالإنجليزية: Sam Hird)‏ (7 سبتمبر 1987 بدونكاستر في المملكة المتحدة - ) هو لاعب كرة قدم بريطاني في مركز الدفاع. لعب مع غريمسبي تاون وليدز يونايتد ونادي دونكاستر روفرز ونادي تشيسترفيلد.

## وصلات خارجية
- سام هيرد على موقع قاعدة بيانات كرة القدم.إي يو (الإنجليزية)
- سام هيرد على موقع Soccerbase.com (لاعب) (الإنجليزية)